# Колодезная (станция)
Узловая станция Юго-Восточной железной дороги Колодезная на двухпутной электрифицированной линии Москва — Воронеж — Ростов-на-Дону располагается в посёлке Колодезный Воронежской области. К ней примыкает тупиковая однопутная ветвь на тепловозной тяге до станции Нововоронежская (город Нововоронеж). Станция стала градообразующей для данного посёлка. С западной стороны к станции подходит шоссе на Нововоронеж, параллельно восточной стороне располагается улица Ленина. От станции до Нововоронежа можно добраться на маршрутном такси.

## Деятельность
На станции шесть путей и две пассажирские платформы, одна — островная, другая — боковая. Имеется надземный пешеходный переход. Через станцию проходят электропоезда Воронеж — Лиски, а также многочисленные грузовые поезда и поезда дальнего следования в южные регионы России. На станции останавливаются некоторые поезда дальнего следования. Все поезда останавливаются только на островной платформе. От южной горловины станции отходит однопутная ветвь на тепловозной тяге до станции Нововоронежская, по которой в настоящее время осуществляется только грузовое движение, до 1990 года курсировал пригородный поезд Колодезная — Нововоронежская.

## Дальнее следование по станции
| Круглогодичное обращение поездов | Круглогодичное обращение поездов | Круглогодичное обращение поездов | Круглогодичное обращение поездов |
| № поезда                         | Маршрут движения                 | № поезда                         | Маршрут движения                 |
| -------------------------------- | -------------------------------- | -------------------------------- | -------------------------------- |
| 33 «Осетия»                      | Владикавказ — Москва             | 34 «Осетия»                      | Москва — Владикавказ             |
| 49                               | Кисловодск — Санкт-Петербург     | 50                               | Санкт-Петербург — Кисловодск     |
| 61                               | Нальчик — Москва                 | 62                               | Москва — Нальчик                 |
| 149                              | Минеральные Воды — Минск         | 150                              | Минск — Минеральные Воды         |
| 301                              | Адлер — Минск                    | 302                              | Минск — Адлер                    |
| 389                              | Анапа — Минск                    | 390                              | Минск — Анапа                    |

| Сезонное обращение поездов | Сезонное обращение поездов | Сезонное обращение поездов | Сезонное обращение поездов |
| № поезда                   | Маршрут движения           | № поезда                   | Маршрут движения           |
| -------------------------- | -------------------------- | -------------------------- | -------------------------- |
| 281                        | -                          | 282                        | Череповец — Адлер          |
| 459                        | Адлер — Тамбов             | 460                        | Тамбов — Адлер             |
| 505                        | Новороссийск — Тамбов      | 506                        | Тамбов — Новороссийск      |
| 513                        | Анапа — Тамбов             | 514                        | Тамбов — Анапа             |